# Notoxus bicoronatus
Notoxus bicoronatus là một loài bọ cánh cứng trong họ Anthicidae. Loài này được Bedel miêu tả khoa học năm 1869.